# Adelognathus frigidus
Adelognathus frigidus är en stekelart som beskrevs av Holmgren 1883. Adelognathus frigidus ingår i släktet Adelognathus och familjen brokparasitsteklar. Arten är reproducerande i Sverige. Inga underarter finns listade i Catalogue of Life.